# Geruntius
Geruntius (auch: Gerontius) († um 100 in Italica) war der legendären Überlieferung zufolge der erste Bischof von Italica im heutigen Spanien.
Geruntius soll ein Schüler der Apostel gewesen sein und auf der Iberischen Halbinsel missioniert haben. Das Martyrologium Romanum berichtet, er habe in Italica den Märtyrertod erlitten. Gedenktag des Heiligen ist der 25. August.